# Cantalice
Cantalice és un comune (municipi) de la província de Rieti, a la regió italiana del Laci, situat a uns 70 km al nord-est de Roma i a uns 8 km al nord-est de Rieti. A 1 de gener de 2019 la seva població era de 2.624 habitants.